# موريسون (إلينوي)
موريسون (بالإنجليزية: Morrison, Illinois)‏ هي مدينة تقع في الولايات المتحدة في إلينوي. يقدر عدد سكانها بـ 4,307 نسمة .

## التركيبة السكانية
حدّد مكتب تعداد الولايات المتحدة بيانات التركيبة السكانية لموريسون في تعداد الولايات المتحدة. في ما يلي، التركيبة السكانية حسب تعدادي 2000 و2010.

### تعداد عام 2000
بلغ عدد سكان موريسون 4,447 نسمة بحسب تعداد عام 2000، وبلغ عدد الأسر 1,787 أسرة وعدد العائلات 1,171 عائلة مقيمة في المدينة. في حين سجلت الكثافة السكانية 682.1 نسمة لكل كيلومتر مربع (1,766.6/ميل2). وبلغ عدد الوحدات السكنية 1,898 وحدة بمتوسط كثافة قدره 291.1 لكل كيلومتر مربع (753.9/ميل2).
وتوزع التركيب العرقي للمدينة بنسبة 97.64% من البيض و0.72% من الأمريكيين الأفارقة و0.11% من الأمريكيين الأصليين و0.20% من الأمريكيين ذوي الأصول الآسيوية و0.52% من الأعراق الأخرى و0.81% من عرقين مختلطين أو أكثر و2.36% من الهسبانيون أو اللاتينيون من أي عرق.
بلغ عدد الأسر 1,787 أسرة كانت نسبة 29% منها لديها أطفال تحت سن الثامنة عشر تعيش معهم، وبلغت نسبة الأزواج القاطنين مع بعضهم البعض 53.6% من أصل المجموع الكلي للأسر، ونسبة 9.6% من الأسر كان لديها معيلات من الإناث دون وجود شريك،  بينما كانت نسبة 2.4% من الأسر لديها معيلون من الذكور دون وجود شريكة وكانت نسبة 34.5% من غير العائلات. تألفت نسبة 30.4% من أصل جميع الأسر من عدة أفراد يعيشون في نفس المنزل ونسبة 16.1% كانت تتألف من شخص يعيش بمفرده يبلغ من العمر 65 عاماً أو أكثر. وبلغ متوسط حجم الأسرة المعيشية 2.28، أما متوسط حجم العائلات فبلغ 2.83.
بلغ العمر الوسطي للسكان 40.6 عاماً. وكانت نسبة 21.3% من القاطنين تحت سن الثامنة عشر، وكانت نسبة 7.3% بين الثامنة عشر والرابعة والعشرين عاماً، ونسبة 23.5% كانت واقعةً في الفئة العمرية ما بين الخامسة والعشرين والرابعة والأربعين عاماً، ونسبة 22.2% كانت ما بين الخامسة والأربعين والرابعة والستين، ونسبة 17.4% كانت ضمن فئة الخامسة والستين عاماً فما فوق. يوجد لكل 100 أنثى 88.6 ذكر، ويوجد لكل 100 أنثى في الثامنة عشر من عمرها فما فوق 83.9 ذكر.
بلغ متوسط دخل الأسرة في المدينة 40,313 دولارًا، أما متوسط دخل العائلة فبلغ 50,664 دولارًا. وكان متوسط دخل الذكور 35,651 دولارًا مقابل 21,992 دولارًا للإناث. وسجل دخل الفرد الخاص بالمدينة 20,179 دولارًا. وكانت نسبة 3.2% من العائلات ونسبة 6.1% من السكان تحت خط الفقر، وكان من هؤلاء نسبة 10.3% تحت سن الثامنة عشر ونسبة 1.6% في الخامسة والستين من العمر وما فوق.

### تعداد عام 2010
بلغ عدد سكان موريسون 4,188 نسمة بحسب تعداد عام 2010، وبلغ عدد الأسر 1,713 أسرة وعدد العائلات 1,086 عائلة مقيمة في المدينة. في حين سجلت الكثافة السكانية 642.3 نسمة لكل كيلومتر مربع (1,663.5/ميل2). وبلغ عدد الوحدات السكنية 1,870 وحدة بمتوسط كثافة قدره 286.8 لكل كيلومتر مربع (742.8/ميل2).
وتوزع التركيب العرقي للمدينة بنسبة 96.82% من البيض و0.79% من الأمريكيين الأفارقة و0.60% من الأمريكيين الأصليين و0.14% من الأمريكيين ذوي الأصول الآسيوية و0.02% من سكان جزر المحيط الهادئ و0.67% من الأعراق الأخرى و0.96% من عرقين مختلطين أو أكثر و2.63% من الهسبانيون أو اللاتينيون من أي عرق.
بلغ عدد الأسر 1,713 أسرة كانت نسبة 27.7% منها لديها أطفال تحت سن الثامنة عشر تعيش معهم، وبلغت نسبة الأزواج القاطنين مع بعضهم البعض 48.4% من أصل المجموع الكلي للأسر، ونسبة 10.2% من الأسر كان لديها معيلات من الإناث دون وجود شريك،  بينما كانت نسبة 4.8% من الأسر لديها معيلون من الذكور دون وجود شريكة وكانت نسبة 36.6% من غير العائلات. تألفت نسبة 31.8% من أصل جميع الأسر من عدة أفراد يعيشون في نفس المنزل ونسبة 16.5% كانت تتألف من شخص يعيش بمفرده يبلغ من العمر 65 عاماً أو أكثر. وبلغ متوسط حجم الأسرة المعيشية 2.29، أما متوسط حجم العائلات فبلغ 2.84.
بلغ العمر الوسطي للسكان 41.9 عاماً. وكانت نسبة 21.6% من القاطنين تحت سن الثامنة عشر، وكانت نسبة 9.2% بين الثامنة عشر والرابعة والعشرين عاماً، ونسبة 22.2% كانت واقعةً في الفئة العمرية ما بين الخامسة والعشرين والرابعة والأربعين عاماً، ونسبة 25.5% كانت ما بين الخامسة والأربعين والرابعة والستين، ونسبة 21.4% كانت ضمن فئة الخامسة والستين عاماً فما فوق. وتوزع التركيب الجنسي للسكان بنسبة 48.8% ذكور و51.2% إناث.

## أعلام
- روبرت ميليكان
- آن ناردولي
- نوربرت ديفيس
- دين كاميرون
- جرترود فوستر براون